# Silnice II/583 (Slovensko)
Silnice II/583 je silnice II. třídy na Slovensku, dlouhá 44,645 km. Začíná v žilinské části Budatín a končí v Párnici v okrese Dolný Kubín.

## Průběh
II/583 začíná v Žilině v městské části Budatín křižovatkou se silnicí I/11. Stáčí se k Váhu a pokračuje východním směrem pod Dubeň, kde se spojuje s větví II/583B, vedoucí od silnice I/60 přes silnici II/583A. Prochází přes Tepličku, automobilku Kia a Gbeľany a vstupuje do Terchovské doliny a obce Krasňany. Pokračuje kolem Stráže a Belé, následuje odbočka do Lutiše (spojnice se silnicí II/520 a Starou Bystricou) a pokračuje do rázovité obce Terchová, za kterou silnice stoupá do sedla Rovná hora.
Ze sedla už na území okresu Dolný Kubín silnice klesá do Zázrivé a lesnatým údolím potoka Zázrivka pokračuje do Párnice. Končí na křižovatce se silnicí I/70, spojující Kraľovany s Dolným Kubínem.

## Související silnice
Silnice II. třídy 583A tvoří obchvat Tepličky nad Váhom a Gbelian a zároveň kapacitní dopravní napojení areálu KIA Žilina na žilinský městský okruh. Délka silnice je 6,904 km. Začíná na mimoúrovňové křižovatce se silnicí I/60, pokračuje směrem na východ mostem přes Váh, kolem průmyslového areálu a na okraji Gbelan končí na křižovatce se silnicí II/583.
Silnice II. třídy 583B je krátká spojka mezi silnicemi II/583 a II/583A, která umožňuje napojení dopravy z Tepličky nad Váhom přímo na žilinský okruh bez zajížďky přes Budatín. Délka silnice je 0,296 km.
Silnice II. třídy 583C a 583D spojují silnice II/583 a II/583A v rámci průmyslového areálu Kia Žilina. Silnice 583C je dlouhá 0,985 km a nachází se u závodu Kia. Silnice 583D je dlouhá 1,130 km a nachází se u závodu Mobis.